# Clavulinopsis aurantiobrunnea
Clavulinopsis aurantiobrunnea är en svampart som beskrevs av K.S. Thind & Sharda 1984. Clavulinopsis aurantiobrunnea ingår i släktet Clavulinopsis och familjen fingersvampar.   Inga underarter finns listade i Catalogue of Life.